# Bloque Latino
El Bloque Latino (en italiano: Blocco Latino; en francés: Bloc Latin; en portugués: Bloco Latino) fue una alianza propuesta en 1927 por el Duce italiano Benito Mussolini, quien propuso la formación de un bloque entre Italia, Francia, España, y Portugal, la cual constituiría una alianza basada en la civilización latina y la cultura común entre estas naciones. La propuesta fue discutida públicamente entre los gobiernos de Italia, España y la Francia de Vichy durante la Segunda Guerra Mundial.

## Historia
Más allá de la propuesta hecha por Mussolini, la idea también fue acariciada fuera de Italia. Durante la década de 1930, el primer ministro francés Pierre Laval, como otros políticos conservadores de su país, manifestó su apoyo por el establecimiento un Bloque Latino junto a Italia y España.
Durante la Segunda Guerra Mundial, la propuesta fue discutida entre Mussolini, el dictador español Francisco Franco y el líder de la Francia de Vichy, el mariscal Philippe Pétain. Sin embargo, las conversaciones nunca llegaron a materializarse y no se llegó a constituir alianza entre estas naciones. El principal esfuerzo estuvo encaminado en la creación de un «Eje Roma-Madrid», en el cual Franco adquiriría una participación personal: el «generalísimo» Franco se entrevistó con el mariscal Pétain en Montpellier en octubre de 1940 para discutir la idea, y con Mussolini en Bordighera en febrero de 1941.
En un principio, durante la contienda Alemania apoyó la propuesta para la creación de un Bloque Latino y la propaganda alemana apoyó a la propaganda italiana favoreciendo esta posibilidad. En octubre de 1940, el Führer Adolf Hitler viajó a Hendaya, en la frontera hispano-francesa, para reunirse con Franco y proponerle la formación de una alianza junto a Italia y la Francia de Vichy para unirse en la lucha que Italia sostenía contra los británicos en el Mar Mediterráneo. Los esfuerzos alemanes también fueron en vano, ya que esta posibilidad nunca llegó a materializarse. El mariscal Pétain se mostró demasiado receloso de que el Imperio colonial francés pudiera caer en manos del Reino Unido, y Franco no se mostró claro en el compromiso de unirse a las potencias del Eje con su entrada en la contienda. Por si fuera poco, las derrotas militares sufridas por los italianos en Libia y Grecia los alejaron aún más de poder tener capacidad para forjar una alianza latina.